# Anton Doboș
Anton Doboș (ur. 13 października 1965 w Sărmașu) – piłkarz rumuński grający na pozycji środkowego obrońcy.

## Kariera klubowa
Piłkarską karierę Doboș rozpoczął w klubie Arieșul Turda, w którym w 1984 roku zaczął występować w drugiej lidze. Następnie przez rok grał w Progresul Brăila by ponownie powrócić do Arieșulu. W 1988 roku przeszedł do pierwszoligowej Universitatei Cluj. W jej barwach zadebiutował 6 marca w wyjazdowym meczu z FC Olt przegranym 0:1. W zespole z Kluż-Napoka występował przez pół roku w pierwszym składzie.
Latem 1989 Doboș trafił do Dinama Bukareszt. Już w pierwszym sezonie wywalczył z klubem zarówno mistrzostwo Rumunii jak i Puchar Rumunii. Zadebiutował też w Pucharze Zdobywców Pucharów. W sezonie 1990/1991 wystąpił w Pucharze Mistrzów, a w lidze zajął z zespołem 3. miejsce. W rundzie jesiennej sezonu 1991/1992 rozegrał 4 spotkania, który został mistrzem kraju. Na wiosnę grał już jednak w drużynie Steauy Bukareszt. Wraz z tym klubem został wicemistrzem Rumunii i zdobył krajowy puchar. W kolejnych czterech sezonach spędzonych w drużynie Steauy był czołowym zawodnikiem i w każdym z nich przyczynił się do wywalczenia kolejnych tytułów mistrza kraju. W 1996 roku wywalczył swój trzeci puchar.
Latem 1996 Anton Doboș wyjechał do Grecji, gdzie podpisał kontrakt z AEK Ateny. W 1997 roku wywalczył z nim wicemistrzostwo Grecji oraz zdobył Puchar Grecji. Rok później zajął 3. miejsce w lidze. Po sezonie został zwolniony a do uprawiania sportu wrócił w 1999 roku i przez jeden sezon grał w greckim drugoligowcu, Ethnikosie Pireus. W 2000 roku zakończył karierę.
Po zakończeniu kariery w latach 2002–2005 Doboș był prezydentem klubu Politehnica Timișoara, a obecnie tę funkcję sprawuje w Universitatei Cluj.
| Sezon   | Klub                | Kraj    | Rozgrywki     | Mecze | Bramki |
| ------- | ------------------- | ------- | ------------- | ----- | ------ |
| 1984/85 | Arieșul Turda       | Rumunia | Divizia B     | ?     | ?      |
| 1985/86 | Progresul Brăila    | Rumunia | Divizia B     | ?     | ?      |
| 1986/87 | Arieșul Turda       | Rumunia | Divizia B     | ?     | ?      |
| 1987/88 | Arieșul Turda       | Rumunia | Divizia B     | ?     | ?      |
| 1987/88 | Universitatea Cluj  | Rumunia | Divizia A     | 16    | 1      |
| 1988/89 | Universitatea Cluj  | Rumunia | Divizia A     | 30    | 4      |
| 1989/90 | FC Dinamo Bukareszt | Rumunia | Divizia A     | 21    | 1      |
| 1990/91 | FC Dinamo Bukareszt | Rumunia | Divizia A     | 22    | 1      |
| 1991/92 | FC Dinamo Bukareszt | Rumunia | Divizia A     | 4     | 0      |
| 1991/92 | Steaua Bukareszt    | Rumunia | Divizia A     | 13    | 2      |
| 1992/93 | Steaua Bukareszt    | Rumunia | Divizia A     | 25    | 0      |
| 1993/94 | Steaua Bukareszt    | Rumunia | Divizia A     | 34    | 0      |
| 1994/95 | Steaua Bukareszt    | Rumunia | Divizia A     | 31    | 2      |
| 1995/96 | Steaua Bukareszt    | Rumunia | Divizia A     | 31    | 2      |
| 1996/97 | AEK Ateny           | Grecja  | Alpha Ethniki | 22    | 2      |
| 1997/98 | AEK Ateny           | Grecja  | Alpha Ethniki | 19    | 3      |
| 1999/00 | Ethnikos Pireus     | Grecja  | Beta Ethniki  | ?     | ?      |

## Kariera reprezentacyjna
W reprezentacji Rumunii Doboș zadebiutował 22 września 1993 roku w wygranym 1:0 meczu z Izraelem. W 1996 roku zaliczył jedno spotkanie Euro 96. Była to potyczka z Hiszpanią, a Rumuni przegrali 1:2. W 1998 roku został powołany przez Anghela Iordănescu do kadry na Mistrzostwa Świata we Francji, gdzie zagrał tylko w meczu z Tunezją, zremisowanym 1:1. To spotkanie było jego ostatnim w reprezentacji. W kadrze narodowej zagrał 23 razy i strzelił jednego gola.